# 芦森工業
芦森工業株式会社（あしもりこうぎょう、英称:Ashimori Industry Co.,Ltd.）は、大阪府摂津市に本社を置く、主に消防車用のホース、自動車用のシートベルト等の産業用資材の製造をおこなう企業である。

## 会社概要
消防車・消火栓用の放水ホース、自動車用のエアバッグ、チャイルドシート用を含むシートベルト、トノカバー、電動を含むサンシェード、セパレーションネット、さらに産業用の安全帯など、合成繊維によるロープ、ベルトなどの製造をおこなう。他にも漁業・船舶用も強く、主に合成繊維など産業資材の製造を主な事業分野としている。
かつては東洋紡が約15 %を出資する筆頭株主であったが、2013年（平成25年）4月に日本毛織が筆頭株主となった。

## 沿革
- 1878年（明治11年）‐ 創業。
- 1935年（昭和10年）‐ 株式会社芦森製綱所として株式会社化。
- 1944年（昭和19年）‐ 芦森工業株式会社に改称。
- 1950年（昭和25年）‐ 大阪証券取引所に上場。
- 1953年（昭和28年）‐ 合成繊維ロープの製造を開始。
- 1962年（昭和37年）‐ 自動車用シートベルトの製造を開始。
- 1989年（平成元年）‐ エアバッグの製造を開始。
- 1990年（平成2年）‐  事業本部制に改組、山口県防府市に防府工場設立、シート造管工法「パルテムSZ」を開発。
- 1991年（平成3年）‐ パルテムHL工法がASTM認定される。
- 1994年（平成6年）‐ パルテムHL工法で全国発明表彰特別賞「朝日新聞発明賞」を受賞。
- 2004年（平成16年）‐ アシモリ・タイランド株式会社を設立。
- 2005年（平成17年）- 芦森科技（無錫）有限公司設立。日本ホースライニング協会下水道会とパルテムSZ協会を統合し、パルテム技術協会を設立。ISO/TS16949認証取得（自動車安全部品事業）。ISO 14001認証更新｡
- 2006年（平成18年）- パルテム・フローリング協会をパルテム技術協会に統合。
- 2007年（平成19年）- デルファイ社との合弁契約を解消。アシモリ・アメリカ有限責任会社解散｡
- 2008年（平成20年）- 芦森工業山口株式会社設立。静岡県浜松市に浜松工場設立。
- 2009年（平成21年）‐ アシモリ・インディア・プライベート・リミテッド設立。ISO 9001認証更新。
- 2010年（平成22年）- 防府工場閉鎖、芦森工業山口株式会社第二工場新設。ISO/TS16949認証更新。
- 2011年（平成23年）- 芦森韓国株式会社設立。
- 2012年（平成24年）- アシモリ・メキシコ設立。
- 2013年（平成25年）‐ 東洋紡が保有株式を全て日本毛織に譲渡、同社が筆頭株主となる。無錫芦森国際貿易有限公司を設立。日本ホースライニング協会上水道会をパルテム技術協会に統合。
- 2015年（平成27年）- 北海道札幌市に札幌営業所開設｡
- 2016年（平成28年）- オールセーフ株式会社を子会社化。東北営業所・中部営業所・九州営業所開設。札幌営業所を北海道営業所に改称｡
- 2017年（平成29年）‐ ドイツに欧州事務所を開設。本社機能を大阪市西区北堀江から摂津市に移転。株式会社柴田工業の全株式を取得し、連結子会社とする。ISO 14001認証及びISO 9001認証更新｡
- 2018年（平成30年）- IATF 16949認証更新｡
- 2019年（令和元年）- 欧州事務所を現地法人化し、アシモリ・ヨーロッパを設立。
- 2021年（令和3年）- 豊田合成と資本業務提携契約を締結[2][3]。
- 2023年（令和5年）- 東京証券取引所スタンダード市場へ市場変更。

## 関連会社
- 国内
  - 芦森工業山口株式会社
  - 芦森エンジニアリング株式会社
  - オールセーフ株式会社
  - アシモリセンイ株式会社
  - ジェット商事株式会社
  - 株式会社柴田工業
- 海外
  - 芦森科技（無錫）有限公司
  - 無錫芦森国際貿易有限公司
  - ASHIMORI(Thailand) CO.,LTD.
  - Ashimori India Private LTD.
  - ASHIMORI KOREA CO.,LTD.
  - ASHIMORI INDUSTRIA de MEXICO，S.A. de C.V.